# Татнолл (округ)
Та́тнолл (англ. Tattnall County) — округ штата Джорджия, США. Население округа на 2000 год составляло 22 305 человек. Административный центр округа — город Ридсвилл.

## История
Округ Татнолл основан в 1801 году.

## География
Округ занимает площадь 1253.6 км2.

## Демография
Согласно Бюро переписи населения США, в округе Татнолл в 2000 году проживало 22 305 человек. Плотность населения составляла 17.8 человек на квадратный километр.